# Wonderful (album d'Adam Ant)
Pour les articles homonymes, voir Wonderful.
Albums de Adam Ant
Manners & Physique
(1990) Adam Ant is the Blueblack Hussar in Marrying the Gunner’s Daughter
(2013)
Singles
1. Room At The Top
2. Can't Set Rules About Love
3. Rough Stuff

Wonderful est le cinquième album studio du chanteur britannique Adam Ant, et le huitième album studio de sa carrière au total. Il est monté à la 143e place du Billboard 200. Le personnel de l'album inclut le collaborateur de longue date d'Adam Ant, Marco Pirroni, l'ex batteur des Ruts Dave Ruffy et le guitariste de Morrissey, Boz Boorer.
Plus acoustique que ses albums précédents, l'album obtient un succès mitigé aux États-Unis et au Royaume-Uni, le single Wonderful devenant la troisième entrée au Top 40 américain pour le chanteur. Pour la première fois, la sortie américaine a lieu avant la sortie britannique.
Au total, 25 morceaux ont été écrits pour l'album et onze figurent sur le produit fini. L'édition japonaise comporte un mini-poster. Des cartes promotionnelles ont été éditées, une pour chaque un morceau de l'album ; au dos se trouve un petit texte expliquant le sens des paroles.

## Liste des titres
Sauf mention contraire, tous les titres sont de Adam Ant, Marco Pirroni et Boz Boorer.
1. Won't Take That Talk - 3 min 59 s
2. Beautiful Dream - 4 min 12 s (Ant, Pirroni, Kevin Mooney, John Reynolds)
3. Wonderful - 4 min 22 s - (Ant, Pirroni, Bonnie Hayes)
4. 1969 Again - 4 min 18 s
5. Yin and Yang - 4 min 33 s
6. Image of Yourself - 4 min 2 s
7. Alien - 3 min 39 s
8. Gotta Be a Sin - 4 min 13 s
9. Vampires - 4 min 35 s
10. Angel - 4 min 39 s
11. Very Long Ride 4 min 39 s (Ant, Pirroni, Mooney, Reynolds)